# 金受
金 受（きん じゅ、生没年不詳）は、中国戦国時代の秦の政治家。紀元前298年、斉の孟嘗君田文が秦の宰相を辞して斉へ帰国した際、金受も丞相の地位を免ぜられ楼緩と交代した。